# 56 d'Aquari
56 d'Aquari (56 Aquarii) és una estrella de la Constel·lació d'Aquari. Segons la base de dades Alcyone és de la magnitud aparent 6,37. Es tracta d'una estrella gegant blava; posseeix una magnitud absoluta de -0,09 i la seva velocitat radial negativa indica que l'estrella s'acosta al sistema solar.

## Observació
Es tracta d'una estrella situada a l'hemisferi celeste austral, molt a prop de l'equador celeste; el que comporta que pugui ser observada des de totes les regions habitades de la Terra, exceptuant el cercle polar àrtic. A l'hemisferi sud sembla circumpolar només en les àrees més internes de l'Antàrtida, sent de magnitud 6,4 no és observable a ull nu, encara que si que ho és amb petits binoculars, en cels foscos. El millor període per a la seva observació és entre els mesos d'agost i desembre. El període de visibilitat és pràcticament el mateix en els dos hemisferis degut a la seva posició propera a l'equador celeste.